# Жаб'яча гадюка плямиста
Жа́б'яча гадю́ка плями́ста, або нічна́ гадю́ка західноафрика́нська (Causus maculatus) — отруйна змія родини гадюкових.

## Опис
Загальна довжина сягає 70—75 см. Голова середнього розміру, пласка, трикутна. Морда округла. Зіниці круглі. Вона вкрита великими щитками правильної форми. Шийне перехоплення не виражене. Тулуб щільний, але не товстий. Хвіст короткий. Має трохи кілевату луску. Забарвлення сірого або зеленуватого кольору з блідими плямами уздовж спини.

## Розповсюдження
Мешкає від Мавританії, Сенегалу й Гамбії до Ефіопії, від Нігеру і Чаду до Республіки Конго та Габону.

## Спосіб життя
Полюбляє трав'янисті місцини, рідколісся. Активна вночі. Харчується амфібіями, особливо жабами й ропухами.
Це яйцекладна змія. Самиця відкладає від 6 до 20 яєць. Молоді гадючата з'являються у травні—червні.

## Отруйність
Отрута не сильна. Укуси викликають біль, помірне набрякання та невелике підвищення температури. Симптоми зникають через 2—3 дні без ускладнень.